# Шверин фон Крозиг, Людвиг
Иоганн Людвиг (Лутц) Граф Шверин фон Крозиг (нем. Johann Ludwig (Lutz) Schwerin von Krosigk; 22 августа 1887, Ратмансдорф, Германская Империя — 4 марта 1977, Эссен, ФРГ) — немецкий политический и государственный деятель, по образованию юрист. В 1932—1945 годах министр финансов Германии.
После самоубийства Адольфа Гитлера совместно с гросс-адмиралом Карлом Дёницем сформировал так называемое «Фленсбургское правительство», где занимал должности главного министра (премьер-министра) и министра иностранных дел вплоть до его роспуска 23 мая 1945 года.

## Происхождение
Родился в семье Эриха Адольфа фон Крозига (1829—1917) из нетитулованной ветви старой дворянской фамилии из Ангальта и его второй жены Луизы, урождённой графини фон Шверин (1853—1920). Эрих Адольф фон Крозиг был сыном баронессы Лизетты фон Вестфален (1800—1863) и, следовательно, племянником Женни фон Вестфален, жены Карла Маркса. Сам Шверин фон Крозиг называл жену основателя марксизма «тётя Женни» и в конце жизни написал её биографию.
В 1918 году женился на девице фон Плеттенберг, от которой имел 4 сыновей и 5 дочерей. C рождения носил фамилию фон Крозиг, 27 мая 1925 года был усыновлён своим бездетным дядей — графом Альфредом фон Шверин, и с тех пор именовался граф Шверин фон Крозиг.
|  |  | <1-я жена> Лизетта фон Вельтхайм (1778—?) | <1-я жена> Лизетта фон Вельтхайм (1778—?) | <1-я жена> Лизетта фон Вельтхайм (1778—?) | <1-я жена> Лизетта фон Вельтхайм (1778—?) | <1-я жена> Лизетта фон Вельтхайм (1778—?) | <1-я жена> Лизетта фон Вельтхайм (1778—?) |                                    |                                    | Йоханн Людвиг, барон фон Вестфален (1770—1842) | Йоханн Людвиг, барон фон Вестфален (1770—1842) | Йоханн Людвиг, барон фон Вестфален (1770—1842) | Йоханн Людвиг, барон фон Вестфален (1770—1842) | Йоханн Людвиг, барон фон Вестфален (1770—1842) | Йоханн Людвиг, барон фон Вестфален (1770—1842) |                                       |                                       | <2-я жена> Каролина Хойбель (ок. 1775—1856) | <2-я жена> Каролина Хойбель (ок. 1775—1856) | <2-я жена> Каролина Хойбель (ок. 1775—1856) | <2-я жена> Каролина Хойбель (ок. 1775—1856) | <2-я жена> Каролина Хойбель (ок. 1775—1856) | <2-я жена> Каролина Хойбель (ок. 1775—1856) |                          |                          |                          |                          |
|  |  | <1-я жена> Лизетта фон Вельтхайм (1778—?) | <1-я жена> Лизетта фон Вельтхайм (1778—?) | <1-я жена> Лизетта фон Вельтхайм (1778—?) | <1-я жена> Лизетта фон Вельтхайм (1778—?) | <1-я жена> Лизетта фон Вельтхайм (1778—?) | <1-я жена> Лизетта фон Вельтхайм (1778—?) |                                    |                                    | Йоханн Людвиг, барон фон Вестфален (1770—1842) | Йоханн Людвиг, барон фон Вестфален (1770—1842) | Йоханн Людвиг, барон фон Вестфален (1770—1842) | Йоханн Людвиг, барон фон Вестфален (1770—1842) | Йоханн Людвиг, барон фон Вестфален (1770—1842) | Йоханн Людвиг, барон фон Вестфален (1770—1842) |                                       |                                       | <2-я жена> Каролина Хойбель (ок. 1775—1856) | <2-я жена> Каролина Хойбель (ок. 1775—1856) | <2-я жена> Каролина Хойбель (ок. 1775—1856) | <2-я жена> Каролина Хойбель (ок. 1775—1856) | <2-я жена> Каролина Хойбель (ок. 1775—1856) | <2-я жена> Каролина Хойбель (ок. 1775—1856) |                          |                          |                          |                          |
|  |  |                                           |                                           |                                           |                                           |                                           |                                           |                                    |                                    |                                                |                                                |                                                |                                                |                                                |                                                |                                       |                                       |                                             |                                             |                                             |                                             |                                             |                                             |                          |                          |                          |                          |
|  |  |                                           |                                           |                                           |                                           | Элизабет фон Вестфален (1800—1863)        | Элизабет фон Вестфален (1800—1863)        | Элизабет фон Вестфален (1800—1863) | Элизабет фон Вестфален (1800—1863) | Элизабет фон Вестфален (1800—1863)             | Элизабет фон Вестфален (1800—1863)             |                                                |                                                | Женни фон Вестфален (1814—1881)                | Женни фон Вестфален (1814—1881)                | Женни фон Вестфален (1814—1881)       | Женни фон Вестфален (1814—1881)       | Женни фон Вестфален (1814—1881)             | Женни фон Вестфален (1814—1881)             |                                             |                                             | Карл Маркс (1818—1883)                      | Карл Маркс (1818—1883)                      | Карл Маркс (1818—1883)   | Карл Маркс (1818—1883)   | Карл Маркс (1818—1883)   | Карл Маркс (1818—1883)   |
|  |  |                                           |                                           |                                           |                                           | Элизабет фон Вестфален (1800—1863)        | Элизабет фон Вестфален (1800—1863)        | Элизабет фон Вестфален (1800—1863) | Элизабет фон Вестфален (1800—1863) | Элизабет фон Вестфален (1800—1863)             | Элизабет фон Вестфален (1800—1863)             |                                                |                                                | Женни фон Вестфален (1814—1881)                | Женни фон Вестфален (1814—1881)                | Женни фон Вестфален (1814—1881)       | Женни фон Вестфален (1814—1881)       | Женни фон Вестфален (1814—1881)             | Женни фон Вестфален (1814—1881)             |                                             |                                             | Карл Маркс (1818—1883)                      | Карл Маркс (1818—1883)                      | Карл Маркс (1818—1883)   | Карл Маркс (1818—1883)   | Карл Маркс (1818—1883)   | Карл Маркс (1818—1883)   |
|  |  |                                           |                                           |                                           |                                           |                                           |                                           |                                    |                                    |                                                |                                                |                                                |                                                |                                                |                                                |                                       |                                       |                                             |                                             |                                             |                                             |                                             |                                             |                          |                          |                          |                          |
|  |  |                                           |                                           |                                           |                                           |                                           |                                           |                                    |                                    |                                                |                                                |                                                |                                                |                                                |                                                |                                       |                                       |                                             |                                             |                                             |                                             |                                             |                                             |                          |                          |                          |                          |
|  |  |                                           |                                           |                                           |                                           | Эрих Адольф фон Крозиг (1829—1917)        | Эрих Адольф фон Крозиг (1829—1917)        | Эрих Адольф фон Крозиг (1829—1917) | Эрих Адольф фон Крозиг (1829—1917) | Эрих Адольф фон Крозиг (1829—1917)             | Эрих Адольф фон Крозиг (1829—1917)             |                                                |                                                | Луиза, графиня фон Шверин (1853—1920)          | Луиза, графиня фон Шверин (1853—1920)          | Луиза, графиня фон Шверин (1853—1920) | Луиза, графиня фон Шверин (1853—1920) | Луиза, графиня фон Шверин (1853—1920)       | Луиза, графиня фон Шверин (1853—1920)       |                                             |                                             | Альфред, граф фон Шверин                    | Альфред, граф фон Шверин                    | Альфред, граф фон Шверин | Альфред, граф фон Шверин | Альфред, граф фон Шверин | Альфред, граф фон Шверин |
|  |  |                                           |                                           |                                           |                                           | Эрих Адольф фон Крозиг (1829—1917)        | Эрих Адольф фон Крозиг (1829—1917)        | Эрих Адольф фон Крозиг (1829—1917) | Эрих Адольф фон Крозиг (1829—1917) | Эрих Адольф фон Крозиг (1829—1917)             | Эрих Адольф фон Крозиг (1829—1917)             |                                                |                                                | Луиза, графиня фон Шверин (1853—1920)          | Луиза, графиня фон Шверин (1853—1920)          | Луиза, графиня фон Шверин (1853—1920) | Луиза, графиня фон Шверин (1853—1920) | Луиза, графиня фон Шверин (1853—1920)       | Луиза, графиня фон Шверин (1853—1920)       |                                             |                                             | Альфред, граф фон Шверин                    | Альфред, граф фон Шверин                    | Альфред, граф фон Шверин | Альфред, граф фон Шверин | Альфред, граф фон Шверин | Альфред, граф фон Шверин |
|  |  |                                           |                                           |                                           |                                           |                                           |                                           |                                    |                                    |                                                |                                                |                                                |                                                |                                                |                                                |                                       |                                       |                                             |                                             |                                             |                                             |                                             |                                             |                          |                          |                          |                          |
|  |  |                                           |                                           |                                           |                                           |                                           |                                           |                                    |                                    | «Лутц»                                         |                                                |                                                |                                                |                                                |                                                |                                       |                                       |                                             |                                             |                                             |                                             |                                             |                                             |                          |                          |                          |                          |

## Биография
С 1893 учился в монастырской школе в Рослебене (Тюрингия). Посещал занятия по юриспруденции и политическим наукам в Галльском, Лозаннском и Оксфордском университетах. В 1909 году поступил референтом в Наймбурге на прусскую государственную службу. После прохождения военной службы во 2-м Померанском уланском полку, в 1910 назначен правительственным референтом в Штеттине.
Участник Первой мировой войны; ранен; обер-лейтенант. За боевые отличия награждён Железным крестом 1-го и 2-го класса. После демобилизации в 1919 поступил на службу асессором в земельное управление в Гинденбурге Верхняя Силезия. С 1921 в Имперском министерстве финансов: с 1922 обер-регирунгсрат, с 1924 министериальрат. С 1 января 1929 министериальдиректор и руководитель бюджетного отдела Имперского министерства финансов, одновременно с 1931 возглавлял отдел репараций.
С 2 июня 1932 года — министр финансов в правительстве Франца фон Папена, сохранил пост в кабинете Шлейхера, а затем и в кабинете Гитлера, оставшись на посту министра до последних дней нацистской Германии. Поддерживал политику перевооружения Германии, с февраля 1935 года выделял особые кредиты на этот проект. После Хрустальной ночи поддержал «ариизацию» финансов и изгнание евреев из государства.
С 30 января 1937 года — член НСДАП, партийный билет № 3805231.
Некоторые члены его семьи и знакомые-аристократы участвовали в заговоре 20 июля.
После самоубийства фюрера 30 апреля 1945 года рейхсканцлером по его завещанию стал Геббельс, который, однако, 1 мая тоже совершил самоубийство. Находившийся во Фленсбурге новый президент Германии Карл Дёниц поручил возглавить правительство Шверину фон Крозигу, который затем был назначен также и министром иностранных дел (вместо назначенного таковым по завещанию Гитлера рейхскомиссара Нидерландов Зейсс-Инкварта, взятого в плен 8 мая в Гамбурге). Он назывался «главный министр», но не «рейхсканцлер». Правительство Дёница и Крозига просуществовало до 23 мая, когда было в полном составе арестовано союзниками.

## Суд. Последующая жизнь
В отличие от Дёница, Шверин фон Крозиг не предстал перед основным Нюрнбергским процессом — германские финансы там представляли оправданный Ялмар Шахт и осуждённый к пожизненному заключению Вальтер Функ. Однако граф был подсудимым на «Процессе министерств» («Дело Вильгельмштрассе», «США против Вайцзекера и др.»), происходившем в американском военном трибунале в Нюрнберге в 1947—1949 (последующие Нюрнбергские процессы). 11 апреля 1949 года осуждён к 10 годам лишения свободы. 31 января 1951 года амнистирован и освобождён (фактически отбыв 6 лет со дня ареста). Оставил мемуары.

## Семья
Дочь старшей дочери — Беатрис фон Шторх — депутат Европарламента.

## Сочинения
- Lutz Graf Schwerin von Krosigk. Jenny Marx. Liebe und Leid im Schatten von Karl Marx. Eine Biographie nach Briefen, Tagebüchern und anderen Dokumenten (нем.). — Verlag Fr. Staats GmbH, 1975. — 264 S. — ISBN 3-87770-015-2.
- Шверин фон Крозиг Л. Как финансировалась Вторая мировая война. // Итоги второй мировой войны. — М.: Издательство иностранной литературы, 1957. — С. 418—442.